# Atletism la Jocurile Olimpice de vară din 1924 - Aruncarea ciocanului (masculin)
Proba masculină de săritură în înălțime de la Jocurile Olimpice de vară din 1924 a avut loc la data de 10 iulie 1924. Au concurat 15 sportivi din 10 țări, numărul maxim de sportivi acceptat dintr-o țară fiind de patru.

## Recorduri
Înaintea acestei competiții, recordurile mondiale și olimpice erau următoarele:
| Record           | Atlet              | Rezultat | Loc                          | Data           |
| ---------------- | ------------------ | -------- | ---------------------------- | -------------- |
| Recordul mondial | Patrick Ryan (USA) | 57,77 m  | New York City, Statele Unite | 17 august 1913 |
| Recordul olimpic | Matt McGrath (USA) | 54,74 m  | Stockholm, Suedia            | 14 iulie 1912  |

## Program
| Data               | Oră   | Etapă             |
| ------------------ | ----- | ----------------- |
| Joi, 10 iulie 1924 | 14:00 | Calificări Finala |

## Rezultate
Cei mai buni șase aruncători s-au calificat în finală.
| Loc | Sportiv         | Țară                       | Calificare | Finală                 | Distanță |
| --- | --------------- | -------------------------- | ---------- | ---------------------- | -------- |
| 1   | Fred Tootell    | Statele Unite ale Americii | 50,600     | 53,285                 | 53,285   |
| 2   | Matt McGrath    | Statele Unite ale Americii | 47,075     | 50,840                 | 50,840   |
| 3   | Malcolm Nokes   | Marea Britanie             | 48,875     | Necunoscut             | 48,875   |
| 4   | Erik Eriksson   | Finlanda                   | 47,975     | 48,740                 | 48,740   |
| 5   | Ossian Skiöld   | Suedia                     | 45,075     | 45,285                 | 45,285   |
| 6   | James McEachern | Statele Unite ale Americii | 44,935     | 45,225                 | 45,225   |
| 7   | Carl Johan Lind | Suedia                     | 44,785     | Nu a avansat în finală | 44,785   |
| 8   | John Murdoch    | Canada                     | 42,480     | Nu a avansat în finală | 42,480   |
| 9   | Jack Merchant   | Statele Unite ale Americii | 41,455     | Nu a avansat în finală | 41,455   |
| 10  | Robert Saint-Pé | Franța                     | 36,270     | Nu a avansat în finală | 36,270   |
| 11  | Karl Jensen     | Danemarca                  | 36,265     | Nu a avansat în finală | 36,265   |
| 12  | Pierre Zaïdin   | Franța                     | 36,155     | Nu a avansat în finală | 36,155   |
| 13  | Camilio Zemi    | Italia                     | 35,000     | Nu a avansat în finală | 35,000   |
| 14  | Octávio Zani    | Brazilia                   | 33,895     | Nu a avansat în finală | 33,895   |
| —   | Henk Kamerbeek  | Olanda                     | FM         | Nu a avansat în finală | FM       |